# Joanna Leunis
Joanna Leunis (Liegi, 22 maggio 1981) è una danzatrice belga.

## Biografia
Joanna Leunis, nata il 22 maggio 1981 a Rocourt, Liegi, Belgio, è una ballerina professionista di balli da sala. Insieme a Michael Malitowski, è un'ex campionessa mondiale di danza latino-americana. La coppia ha rappresentato la Polonia fino al 2011, scegliendo di rappresentare l'Inghilterra fino al loro ritiro nel 2015.
All'età di 8 anni soffriva di una malattia del sangue simile alla leucemia, ma si riprese dopo un anno trascorso a letto. Joanna parla diverse lingue, tra cui francese, inglese, olandese e tedesco, e secondo quanto riferito sta imparando l'italiano. Il background di danza di Joanna include la formazione in balletto, tip tap e sala da ballo e danza latinoamericana. Prima della sua famosa partnership con Michael Malitowski, Joanna ne ha avute altrettante di successo. All'età di 18 anni, Joanna ha vinto il campionato mondiale amatoriale latino, con Slavik Kryklyvyy. Successivamente, con Malitowski, ha vinto il WDC World Professional Latin Championship nel 2008 e nel 2009. Nel 2012, Leunis e Malitowski sono diventati Open British Champions.
La partnership prevedeva vittorie in tutti i più prestigiosi campionati di Danze Latino Americane. In qualità di ballerini agonisti, si sono specializzati interamente nella danza latina.
Dopo aver vinto per l'ottava volta il Professional Latin Championship al prestigioso Blackpool Dance Festival nel 2015, Michael e Joanna hanno annunciato il loro ritiro dal circuito delle competizioni.
Nell'agosto 2019, è stato annunciato che Michael e Joanna hanno deciso di separarsi. Non vivono, lavorano o ballano più insieme.